# Eburia cruciata
Eburia cruciata är en skalbaggsart som först beskrevs av Linsley 1935.  Eburia cruciata ingår i släktet Eburia och familjen långhorningar. Inga underarter finns listade i Catalogue of Life.